# 中国黄（渤）海候鸟栖息地
中国黄（渤）海候鸟栖息地是由潮间带滩涂和其他滨海湿地组成的候鸟栖息地。2019年7月5日在阿塞拜疆巴库举行的第43届联合国教科文组织世界遗产委员会会议中「中国黄（渤）海候鸟栖息地（第一期）」被列入世界自然遗产名录。它也是中国第一个滨海湿地类型的自然遗产。2024年7月26日，世界遺產隨第二期作為擴展項目入選改稱「中国黄（渤）海候鸟栖息地」。

## 地理信息
组成一期的部分主要座落于黄海，二期的部分位于渤海湾。黄海是位于中国和朝鲜半岛之间，在太平洋的边缘一个半封闭的海域，黄海地处东海海域的北部以以长江口北岸到济州岛西南角连线。黄海平均深度超过40米。同时拥有若干特征，包括：非常大的来自于河流（包括长江和黄河）的沉积物负荷，黄海的命名就是因为这些沉积物使得黄海呈现为黄色；河流对海水盐度的影响非常明显；明显的季节变化；冬季沿海会结冰以及来自季风的强烈影响。

## 栖息地介绍

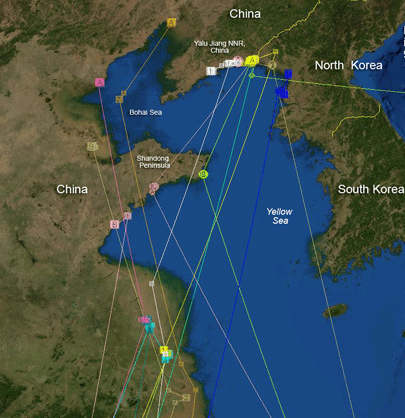
黄渤海候鸟迁徙路线

中国黄（渤）海候鸟栖息地（第一期）由江苏大丰麋鹿国家级自然保护区、江苏盐城国家级珍禽自然保护区南段及东沙试验区和江苏盐城条子泥市级自然保护区（YS-1）、江苏盐城湿地珍禽国家级自然保护区中段（YS-2）两部分组成。总面积超过2680平方公里。另外一些基于湿地公约建立的保护区完全或者部分重叠于中国黄（渤）海候鸟栖息地（一期与二期），其中包括双台河口国家级自然保护区、大连斑海豹国家级自然保护区、山东黄河三角洲国家级自然保护区、崇明东滩鸟类自然保护区、江苏大丰麋鹿国家级自然保护区以及上海长江口中华鲟自然保护区。
黄海与渤海的水浅，坡度平缓，黄河，长江，鸭绿江，辽河，滦河，海河等河流及海流会带来大量沉积物的特征使得黄海及渤海拥有世界上最大的潮间带泥滩系统。栖息地的生态系统因为黄海沿岸的大部分地区大规模的转变而遭到破坏。然而保护区的增建，栖息地的划分可以减少对生态系统的破坏， 潮间带泥滩，沼泽等自然栖息地可以为鱼类、甲殼亞門等物种提供产卵和育苗的环境也给给浮游生物到海洋哺乳动物的高多样性提供了保证。另外，中国黄（渤）海候鸟栖息地（第一期）是东亚 - 澳大利亚飞行路线上不可替代的重要枢纽，东亚 - 澳大利亚飞行路线是链接至少21个国家的重要鸟类飞行路线，拥有最多的濒危物种甚至极危物种。潮间带栖息地为大量候鸟提供了停留，换羽，分期，越冬，觅食或繁殖地。在东亚 - 澳大利亚飞行路线上迁徙的63个物种中超过半数的物种是飞行路线上独有的。其中已知数量变化趋势的25个物种中，仅有1种数量在增加。24个物种依赖于沿海栖息地繁殖。在13个物种中，超过半数的物种在每年的某些阶段会生活照中国黄（渤）海候鸟栖息地内。

## 栖息地物种
在栖息地有记载的物种共680中脊椎动物，包括415种鸟类，26种哺乳动物，9种两栖动物，14种爬行动物，216种鱼类以及165种底栖动物。其中有17个物种在國際自然保護聯盟物种红色名单里，他们是：勺嘴鹬（极危物种），黑脸琵鹭（濒危物种），东方白鹳（濒危物种），丹顶鹤（濒危物种），小青脚鹬（濒危物种），大滨鹬（濒危物种），黄嘴白鹭（易危物种），卷羽鹈鹕（易危物种），鸿雁（易危物种），寡妇鸥（易危物种），黑嘴鸥（易危物种）以及红腹滨鹬，半蹼鹬，黑尾塍鹬，白腰杓鹬，斑尾塍鹬，震旦鸦雀，弯嘴滨鹬，铁嘴沙鸻，蒙古沙鸻，翻石鹬在内的近危物种。

## 栖息地面临的威胁
潮间带拥有着异常脆弱的环境，面积小且极易受到外界影响，世界上的一些地区已经丧失了尽一半的潮间带栖息地。承载着大量迁飞路线的黄海（含渤海）是其中栖息地损失最大的区域。在区域内面临的威胁来自包括过量的拦河大坝，农业化肥、杀虫剂、除草剂的过度使用、工业污染、油污染、塑料污染、潮汐能的开发、水产养殖、过度捕捞、雾网狩猎、外来物种、与渔民的竞争、气候变化、风力发电、地下水抽取导致的地面塌陷等。除此之外，土地开垦也是破坏栖息地的原因之一。

## 栖息地的保护
中国黄（渤）海候鸟栖息地（第一期）的组成部分均为国有，受到《中华人民共和国宪法》、《中华人民共和国环境保护法》、《中华人民共和国森林法》、《中华人民共和国海洋环境保护法》、《中华人民共和国自然保护区条例》、《江苏省湿地保护条例》等法律保护。生态保护红线政策的提出，使得中国黄（渤）海候鸟栖息地等沿海环境保护有了政策上的支持。在第一期栖息地内包括五个保护区分别是江苏大丰国家级自然保护区、江苏盐城国家级自然保护区、江苏盐城条子泥市级自然保护区、江苏东台高泥湿地保护地块及江苏东台条子泥湿地保护地块。在这些地区的所有填海工程已经停止。